# Kalsarikänni
Kalsarikänni es una forma de cultura de la bebida, originaria de Finlandia, en la que el bebedor consume bebidas alcohólicas en casa, vestido con la menor cantidad de ropa posible, principalmente en ropa interior, sin intención de salir. En gran medida, se considera una forma de vida en Finlandia, posiblemente relacionada con la estereotipada falta de contactos sociales entre los finlandeses. El aislamiento forzoso de la gente en sus propios hogares causado por la pandemia de COVID-19 convirtió este hábito de consumo en una tendencia mundial.

## Libros
Se han escrito libros que guían el método y la filosofía correctos sobre este hábito; el más notable es Päntsdrunk (Kalsarikänni): The Finnish Path to Relaxation (Drinking at Home, Alone, in Your Underwear), publicado por Miska Rantanen en 2018.